# عبد الجليل فنجيرو
عبد الجليل فنجيرو (مواليد 5 أغسطس 1938 - توفي 6 فبراير 2018 بالرباط) كان صحفيا ودبلوماسيا مغربيا، شغل منصب المدير العام لوكالة المغرب العربي للأنباء من 1974 ل 1999، وسفير المملكة المغربية بلبنان من 2000 ل 2003.
ساهم عبد الجليل فنجيرو في تأسيس عدد كبير من وكالات الأنباء الدولية، إذ كان من مؤسسي الوكالة الإسلامية الدولية للأنباء سنة 1970، واتحاد وكالات الأنباء العربية (فانا) سنة 1974، وتجمع وكالات أنباء بلدان عدم الانحياز (ناناب) سنة 1975، ووكالة الأنباء الإفريقية (بانا برس) سنة 1979، وتجمع وكالات أنباء بلدان اتحاد المغرب العربي سنة 1989، وكذا في إحداث تحالف وكالات أنباء البحر الأبيض المتوسط سنة 1992.
انتخب فنجيرو لثلاث مرات رئيسا لاتحاد وكالات الانباء العربية (فانا) في بداية ثمانينيات وتسعينيات القرن الماضي، كما انتخب لرابع مرة على رأس هذا الاتحاد في نونبر 1999 خلال الدورة ال 27 للجمعية العامة ل (فانا) التي اختارته رئيسا شرفيا لها مدى الحياة، ومستشارا دائما.

## حياته
ولد عبد الجليل فنجيرو سنة 1938 بالعاصمة المغربية الرباط. درس بفاس ثم الرباط، و أتم دراساته الصحفية بمعهد الدراسات العليا المغربية، فأنهاها بالمركز الدولي للتعليم العالي في الصحافة من جامعة ستراسبورغ بفرنسا سنة 1965.